# Je ne t'oublierai jamais
Je ne t'oublierai jamais est le 8e épisode de la saison 1 de la série télévisée Angel.

## Synopsis
Buffy arrive à l'improviste à Los Angeles pour avoir une discussion avec Angel au sujet de l'assistance secrète qu'il lui a prêté récemment (dans l'épisode L'Esprit vengeur). La discussion est assez tendue, Buffy accusant Angel de vouloir sans cesse intervenir dans sa vie sans qu'elle ait son mot à dire, lorsqu'ils sont soudain attaqués par un démon Mohra. Ils le mettent en fuite et le poursuivent jusque dans les égouts, où Angel le tue mais est lui-même blessé. Au contact du sang du démon, Angel redevient humain. Buffy et lui passent la nuit ensemble, heureux de pouvoir enfin vivre leur amour en toute liberté, mais Doyle a une vision du démon Mohra qui s'est régénéré. 
Angel repart donc combattre le démon pour l'éliminer définitivement mais, sans ses pouvoirs de vampire, il est facilement vaincu et ne doit sa survie qu'à l'intervention de Buffy. Angel réalise qu'il est désormais incapable de mener son combat pour sauver des vies et trouver la rédemption. Il demande à Doyle de l'emmener voir les Oracles, serviteurs des Puissances supérieures, pour qu'il puisse redevenir un vampire avec une âme et ceux-ci, convaincus par sa résolution et son esprit de sacrifice, accèdent à sa demande. Ils lui expliquent qu'ils vont lui faire remonter le temps jusqu'à la première attaque du démon Mohra et que lui seul conservera le souvenir de ce qui s'est passé depuis. Angel avoue ce qu'il a fait à Buffy et tous deux ont une discussion passionnée qui est interrompue par le retour en arrière du temps. Angel, qui connaît désormais le point faible du démon et s'attendait à son attaque, le tue facilement et, après avoir échangé quelques banalités, Buffy s'en va sans se rappeler le court changement d'Angel.